# Persone di nome Ippolito
| Questa pagina contiene informazioni ricavate automaticamente dalle voci biografiche con l'ausilio del template Bio e di un bot. L'aggiornamento è periodico e automatico e ricostruisce completamente la pagina. Se manca una persona in questa lista, sei pregato di non aggiungerla, ma accertati piuttosto che la sua voce biografica contenga il template Bio e che i dati anagrafici siano correttamente compilati. Se il template Bio manca, inseriscilo tu stesso o, in alternativa, metti l'avviso {{tmp\|Bio}} che ne segnala la mancanza. Se i dati riportati sono sbagliati, correggi direttamente la voce biografica; le modifiche saranno visibili in questa lista entro pochi giorni. Per chiarimenti vedi il progetto antroponimi. La lista contiene solo le 75 persone che sono citate nell'enciclopedia e per le quali è stato implementato correttamente il template Bio. Pagina aggiornata al 6 mag 2025. |

Questa è una lista di persone presenti nell'enciclopedia che hanno il nome Ippolito, suddivise per attività principale.

## Architetti(1)
- Ippolito Cremona, architetto svizzero (Gravesano, n. 1777 - Genova, † 1844)

## Archivisti(1)
- Ippolito Malaguzzi Valeri, archivista, paleografo e storico italiano (Venezia, n. 1857 - Milano, † 1905)

## Artigiani(1)
- Ippolito Francini, artigiano italiano (Firenze, n. 1593 - Firenze, † 1653)

## Avvocati(1)
- Ippolito Onorio De Luca, avvocato, giornalista e politico italiano (Agrigento, n. 1849 - Palermo, † 1913)

## Calciatori(2)
- Ippolito Favaron, calciatore italiano (Piove di Sacco, n. 1904)
- Ippolito Ippoliti, calciatore italiano (Roma, n. 1921 - Roma, † 1966)

## Cardinali(6)
- Ippolito Aldobrandini, cardinale italiano (Roma, n. 1592 - Roma, † 1638)
- Ippolito d'Este, cardinale e arcivescovo cattolico italiano (Ferrara, n. 1479 - Ferrara, † 1520)
- Ippolito d'Este, cardinale e arcivescovo cattolico italiano (Ferrara, n. 1509 - Roma, † 1572)
- Ippolito Antonio Vincenti Mareri, cardinale e arcivescovo cattolico italiano (Rieti, n. 1738 - Parigi, † 1811)
- Ippolito de' Medici, cardinale e arcivescovo cattolico italiano (Urbino, n. 1511 - Itri, † 1535)
- Ippolito de' Rossi, cardinale e vescovo cattolico italiano (San Secondo Parmense, n. 1531 - Roma, † 1591)

## Compositori(3)
- Ippolito Baccusi, compositore italiano (Mantova - Verona, † 1609)
- Ippolito Fiorini, compositore e liutista italiano († 1621)
- Ippolito Tartaglino, compositore e organista italiano (Modena, n. 1539 - Napoli, † 1582)

## Condottieri(1)
- Ippolito Gonzaga, condottiero italiano († 1560)

## Cuochi(1)
- Ippolito Cavalcanti, cuoco e letterato italiano (Afragola, n. 1787 - Napoli, † 1859)

## Drammaturghi(1)
- Ippolito Tito D'Aste, commediografo italiano (Genova, n. 1844 - Genova, † 1935)

## Egittologi(1)
- Ippolito Rosellini, egittologo italiano (Pisa, n. 1800 - Pisa, † 1843)

## Generali(1)
- Ippolito Spinola di Lerma, generale italiano (Genova, n. 1778 - Torino, † 1856)

## Gesuiti(1)
- Ippolito Desideri, gesuita e missionario italiano (Pistoia, n. 1684 - Roma, † 1733)

## Giuristi(1)
- Ippolito Marsili, giurista italiano (Bologna, n. 1451 - Bologna, † 1529)

## Imprenditori(1)
- Ippolito Fenaroli, imprenditore e politico italiano (Brescia, n. 1798 - Brescia, † 1862)

## Ingegneri(1)
- Ippolito Sivieri, ingegnere, architetto e gesuita italiano (Ferrara, n. 1697 - Ferrara, † 1780)

## Medici(2)
- Ippolito Francesco Albertini, medico e anatomista italiano (Crevalcore, n. 1662 - Bologna, † 1738)
- Ippolito Salviani, medico, letterato e naturalista italiano (Città di Castello, n. 1514 - Roma, † 1572)

## Militari(7)
- Ippolito Cais di Pierlas, militare, pittore e botanico italiano (Nizza, n. 1788 - Nizza, † 1858)
- Ippolito Cortellessa, militare italiano (Vivaro Romano, n. 1930 - Viterbo, † 1980)
- Ippolito Gonzaga di Novellara, militare italiano
- Ippolito Niccolini, militare italiano (Firenze, n. 1916 - Bir el Gobi, † 1941)
- Ippolito Radaelli, militare e avvocato italiano (Venezia, n. 1883 - Venezia, † 1964)
- Ippolito Zibibbi, militare italiano (Viareggio, n. 1772 - † 1845)
- Ippolito della Rovere, militare italiano (n. 1554 - Roma, † 1620)

## Nobili(10)
- Ippolito II Bentivoglio, nobile italiano (n. 1630 - † 1685)
- Ippolito I Bentivoglio, nobile (Ferrara - Modena, † 1619)
- Ippolito Boiardo, nobile († 1560)
- Ippolito Centurione, nobile e corsaro italiano (Genova, n. 1631 - Genova, † 1685)
- Ippolito Lante Montefeltro della Rovere, I duca di Bomarzo, nobile italiano (Roma, n. 1618 - Roma, † 1688)
- Ippolito Malaspina, nobile italiano (Fosdinovo, n. 1540 - Malta, † 1625)
- Ippolito Malaspina, nobile italiano (Fosdinovo, n. 1628 - Fosdinovo, † 1671)
- Ippolito Pico della Mirandola, nobile e militare italiano (Francia, n. 1540 - Jarnac, † 1569)
- Ippolito Rossi, nobile e vescovo cattolico italiano (Parma, n. 1691 - Senigallia, † 1775)
- Ippolito da Correggio, nobile e militare italiano (Correggio, n. 1510 - Correggio, † 1552)

## Patrioti(1)
- Ippolito Gamba Ghiselli, patriota, nobile e politico italiano (Ravenna, n. 1806 - Bagni di Lucca, † 1890)

## Pattinatori di velocità in-line(1)
- Ippolito Sanfratello, ex pattinatore di velocità in-line e pattinatore di velocità su ghiaccio italiano (Piacenza, n. 1973)

## Pittori(6)
- Ippolito Andreasi, pittore italiano (Mantova, n. 1548 - Mantova, † 1608)
- Ippolito Borghese, pittore italiano (Sigillo, n. 1568)
- Ippolito Caffi, pittore italiano (Belluno, n. 1809 - Lissa, † 1866)
- Ippolito Costa, pittore italiano (Bologna, n. 1506 - Mantova, † 1561)
- Ippolito del Donzello, pittore e architetto italiano (Firenze, n. 1456 - Firenze, † 1494)
- Ippolito Scarsella, pittore italiano (Ferrara - Ferrara, † 1620)

## Poeti(2)
- Ippolito Neri, poeta italiano (Empoli, n. 1652 - Empoli, † 1709)
- Ippolito Pindemonte, poeta, letterato e traduttore italiano (Verona, n. 1753 - Verona, † 1828)

## Politici(4)
- Ippolito Amicarelli, politico italiano (Agnone, n. 1823 - Napoli, † 1889)
- Ippolito De Cristofaro, politico italiano (Scordia, n. 1843 - Catania, † 1905)
- Ippolito Luigi De Cristofaro, politico italiano (Scordia, n. 1884 - Catania, † 1963)
- Ippolito Niccolini, politico e imprenditore italiano (Pistoia, n. 1848 - Firenze, † 1919)

## Predicatori(1)
- Ippolito Galantini, predicatore italiano (Firenze, n. 1565 - Firenze, † 1620)

## Presbiteri(2)
- Ippolito Chizzola, presbitero e scrittore italiano (Brescia, n. 1521 - Padova, † 1565)
- Ippolito Marracci, presbitero e teologo italiano (Torcigliano di Camaiore, n. 1604 - Roma, † 1675)

## Pugili(1)
- Marcello Matano, pugile italiano (Ferrara, n. 1986)

## Religiosi(2)
- Ippolito Donesmondi, religioso e letterato italiano (Mantova)
- Ippolito Galantini, religioso e pittore italiano (Firenze, n. 1627 - Firenze, † 1706)

## Rivoluzionari(1)
- Ippolito da Pastina, rivoluzionario italiano (Salerno)

## Saggisti(1)
- Ippolito Pizzetti, saggista e traduttore italiano (Milano, n. 1926 - Roma, † 2007)

## Scrittori(2)
- Ippolito D'Aste, scrittore e drammaturgo italiano (Recco, n. 1810 - Genova, † 1866)
- Ippolito Nievo, scrittore, patriota e militare italiano (Padova, n. 1831 - Mar Tirreno, † 1861)

## Scultori(2)
- Ippolito Buzio, scultore italiano (Viggiù, n. 1562 - Roma, † 1634)
- Ippolito Scalza, scultore e architetto italiano (Orvieto, n. 1532 - Orvieto, † 1617)

## Teologi(1)
- Ippolito di Roma, teologo e scrittore romano (Asia minore - Sardegna, † 235)

## Velocisti(1)
- Ippolito Giani, velocista italiano (Varese, n. 1941 - Varese, † 2018)

## Vescovi cattolici(2)
- Ippolito Andreasi, vescovo cattolico e scrittore italiano (Mantova - San Benedetto Po, † 1646)
- Ippolito Capilupi, vescovo cattolico italiano (Mantova, n. 1511 - Roma, † 1580)

## Violinisti(1)
- Ippolito Ragghianti, violinista italiano (Viareggio, n. 1865 - Viareggio, † 1894)

## Violoncellisti(1)
- Ippolito Nievo Albertelli, violoncellista italiano (Parma, n. 1901 - Firenze, † 1938)